# 日奥

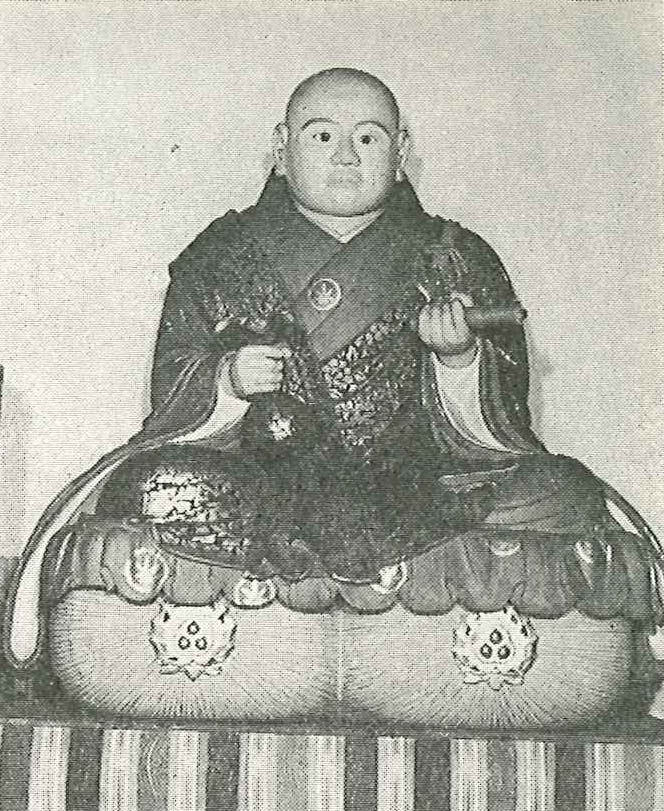
不受不施　日奥

日奥（にちおう、永禄8年6月8日（1565年7月5日） - 寛永7年3月10日（1630年4月22日））は、安土桃山時代から江戸時代初期の法華宗（日蓮宗）の僧。字は教英。号は仏性院、安国院。不受不施派の祖。

## 経歴
永禄8年6月8日（1565年7月5日）、京都の呉服商の辻藤兵衛の子に生まれる。
文禄4年（1595年）、妙覚寺21世となっていた日奥は、不受不施の立場から秀吉が主催した方広寺大仏（京の大仏）の千僧供養への出仕を拒み、秀吉に「法華宗諌状」を提出した後、妙覚寺を去った。
慶長4年（1599年）、大阪対論により対馬に流罪となった。対馬の国昌寺に滞在すること23年、元和9年（1623年）に赦免となり、不受不施派の弘通が許された。
寛永7年（1630年）、受布施派と不受不施派の対立が再燃する中で死去。同年4月、両者は江戸城にて対論（身池対論）した結果、日奥は幕府に逆らう不受不施派の首謀者とされ、再度対馬に流罪となったが、既に亡くなっており、その遺骨まで流されたとされる。

## 著書
『守護正義論』、『禁断謗施論』、『宗義制法論』等がある。

## 参考資料
- 宮崎英修編『日蓮辞典』東京堂出版、1978年